# Shane Lawal
Olaseni Abdul-Jelili "Shane" Lawal (Abeocutá, 8 de outubro de 1986) é um basquetebolista profissional nigeriano que atualmente defende o FC Barcelona Lassa na Liga ACB e Euroliga.
Shane Lawal foi convocado para defender a seleção nigeriana no Afrobasket de 2015 disputado em Radès, Tunísia. Na ocasião a Nigéria conquistou seu primeiro título na competição continental, de quebra a vaga para o Torneio Olímpico de 2016.